# Гарольд Клейтон Юрі
Гарольд Клейтон Юрі (англ. Harold Clayton Urey; 29 квітня 1893, Вокертон — 5 січня 1981, Ла-Хоя, Сан-Дієго) — американський хімік, геохімік і фізикохімік, член Національної АН США (1935). Виявив хімічний ізотоп дейтерій у 1931 році, і за цю роботу в 1934 році був удостоєний Нобелівської премії з хімії.

## Наукова біографія
Народився у Вокертоні (штат Індіана). У 1911—1914 працював учителем у сільських школах. У 1917 закінчив Університет штату Монтана. У 1918—1919 займався науковими дослідженнями в хімічній компанії «Барретт» (Філадельфія), в 1919—1921 викладав хімію в університеті штату Монтана. У 1921—1923 навчався в аспірантурі в Каліфорнійському університеті в Берклі, потім протягом року стажувався під керівництвом Нільса Бора в Інституті теоретичної фізики в Копенгагені. У 1924—1929 викладав в університеті Джонса Гопкінса в Балтиморі, в 1929—1945 — в Колумбійському університеті (з 1934 — професор), в 1945—1958 — професор хімії Чиказького університету. У 1958—1970 — професор хімії Каліфорнійського університету в Сан-Дієго, з 1970 — почесний професор.
Основні наукові роботи відносяться до хімії ізотопів, гео- і космохімії. Відкрив (1932) дейтерій, займався ідентифікацією і виділенням ізотопів Оксигену, Нітрогену, Карбону, Сульфуру. Вивчив (1934) співвідношення ізотопів Оксигену в кам'яних метеоритах і земних породах. У роки другої світової війни брав участь у проекті «Мангеттен» — розробив методи розділення ізотопів Урану і масового виробництва важкої води. З кінця 1940-х років працював в основному в області геохімії та астрономії, став одним із засновників сучасної планетології в США. У монографії «Планети, їх походження та розвиток» (1952) вперше широко використовував хімічні дані при розгляді походження й еволюції Сонячної системи. Виходячи зі спостережуваного відносного вмісту летких елементів, показав неспроможність широко поширеної тоді точки зору, відповідно до якої Земля й інші планети утворилися із спочатку розплавленої речовини; одним з перших розглянув термічну історію планет, вважаючи, що вони виникли як холодні об'єкти шляхом акреції; виконав численні розрахунки розподілу температури в надрах планет. Прийшов до висновку, що на ранньому етапі історії Сонячної системи повинні були сформуватися два типи твердих тіл: первинні об'єкти приблизно місячної маси, що пройшли через процес нагріву і потім розкололися при взаємних зіткненнях, і вторинні об'єкти, що утворилися з уламків перших. Провів обговорення хімічних класів метеоритів та їхнє походження. Спираючись на акреційну теорію походження планет, детально розглянув питання про утворення кратерів й інших деталей поверхневого рельєфу Місяця в результаті метеоритного бомбардування. Деякі місячні моря інтерпретував як великі ударні кратери, де породи розплавилися при падінні великих тіл.
Займався проблемою походження життя на Землі. Спільно з Міллером провів (1950) дослід, в якому при пропусканні електричного розряду через суміш аміаку, метану, пари води і водню утворилися амінокислоти, що доводило можливість їхнього синтезу в первинній атмосфері Землі. Розглянув можливість занесення органічної речовини на поверхню і в атмосферу Землі метеоритами (вуглистих хондритів). Розробив метод визначення температури води в давніх океанах в різні геологічні епохи шляхом вимірювання вмісту ізотопів кисню в осадах; цей метод заснований на залежності розчинності вуглекислого кальцію від ізотопного складу вхідного в нього Оксигену і на чутливості цього ефекту до температури. Успішно застосував цей метод для вивчення океанів крейдового і юрського періодів. Був одним з ініціаторів досліджень планетних тіл за допомогою космічних літальних апаратів в США.
Член Лондонського королівського товариства та Шведської королівської АН.
Нобелівська премія з хімії (1934), медаль В. Гіббса (1934) та медаль Дж. Прістлі (1973) Американського хімічного товариства, медаль Деві (1940), медаль Бенджаміна Франкліна Інституту Франкліна (1943), премія А. Гамільтона Колумбійського університету (1961), медалі Дж. Лоуренса Сміта Національної АН США (1962), Паризького університету (1964), Національна наукова медаль уряду США (1964), Золота медаль Лондонського королівського астрономічного товариства (1966), медаль Ф.Леонарда Американського метеоритного товариства (1969), Золота медаль Американського інституту хіміків (1972), медаль «За видатні наукові досягнення» НАСА (1973).